# Natanas Žebrauskas
Natanas Žebrauskas (* 18. Februar 2002 in Gargždai) ist ein litauischer Fußballspieler.

## Karriere

### Verein
Nach seinen Anfängen in der Jugendabteilung des FK Banga in seiner Heimatstadt wechselte er im Sommer 2018 in die Jugendabteilung des 1. FC Nürnberg. Für seinen Verein bestritt er 20 Spiele in der B-Junioren-Bundesliga und vier Spiele in der A-Junioren-Bundesliga. Im Sommer 2021 wechselte er zur zweiten Mannschaft der SpVgg Greuther Fürth in die Regionalliga Bayern. Seinen ersten Profieinsatz für die erste Mannschaft der Fürther in der 2. Bundesliga hatte er am 11. September 2022, dem 8. Spieltag, als er bei der 1:2-Auswärtsniederlage gegen den 1. FC Magdeburg in der 68. Spielminute für Oualid Mhamdi eingewechselt wurde.
Im Sommer 2023 wechselte er in die Regionalliga Nordost zum FC Rot-Weiß Erfurt. Im Oktober 2023 wurde der Vertrag in beiderseitigen Einvernehmen aufgelöst und er kehrte nach Litauen zurück. Im Januar 2024 schloss er sich dem litauischen Erstligisten FK Banga an.

### Nationalmannschaft
Žebrauskas kam seit 2017 zu vier Einsätzen in der U16-, zu fünf Einsätzen in der U19-, zu sieben Einsätzen in der U21- und bis jetzt zu drei Einsätzen in der A-Nationalmannschaft des litauischen Fußballverbandes.